# 페르마 점

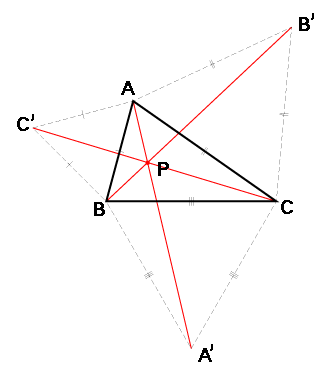
페르마 점

기하학에서 페르마 점(Fermat point)은 삼각형의 세 꼭짓점과 해당 점 사이의 거리의 총합이 최소가 되는 점을 말한다. 페르마가 에반젤리스타 토리첼리에게 보낸 편지에서 처음으로 제기되었고, 이를 에반젤리스타 토리첼리가 풀어냈기 때문에 토리첼리 점(Torricelli point) 혹은 페르마-토리첼리 점(Fermat–Torricelli point)이라고도 불린다.
다음과 같은 내용이 있다.
1. 모든 내각이 {\displaystyle 120^{\circ }} 미만일 때, {\displaystyle \angle {APB}=\angle {BPC}=\angle {CPA}=120^{\circ }}이다.
2. 한변의 길이가 {\displaystyle a}인 정삼각형에서 {\displaystyle {\overline {AP}}+{\overline {BP}}+{\overline {CP}}} 의 최솟값은 {\displaystyle {\sqrt {3}}\times a}이다.

## 관련 문제
페르마 점을 다각형으로 일반화 시킨 것으로 기하중앙값과 슈타이너 나무 문제가 있다. 기하중앙값은 주어진 다각형에 대해 한 점을 잡아 그 점에서 각 꼭짓점에 이르는 거리의 합이 최소가 되는 점이다. 슈타이너 나무 문제란 몇개의 점을 잇는 총 선분의 길이가 가장 짧은 나무를 만드는 문제이다. 페르마 점은 삼각형에서 이 문제들의 해법이 될 수 있다.

## 같이 보기
- 기하중앙값
- 삼각형의 중심